# Полезела
Полезела (итал. Polesella) је насеље у Италији у округу Ровиго, региону Венето.
Према процени из 2011. у насељу је живело 3443 становника. Насеље се налази на надморској висини од 6 м.

## Становништво
Према резултатима пописа становништва 2011. у општини је живело 4.079 становника.
| 1931. | 1936. | 1951. | 1961. | 1971. | 1981. | 1991. | 2001. | 2011. |
| ----- | ----- | ----- | ----- | ----- | ----- | ----- | ----- | ----- |
| 4.610 | 4.778 | 4.834 | 3.792 | 3.486 | 3.528 | 3.709 | 3.951 | 4.079 |

## Партнерски градови
- Лучењец